# Tempest (Album)
Tempest ist das 35. Studioalbum von Bob Dylan. Produziert wurde es von ihm selbst unter dem Pseudonym "Jack Frost" und bei Columbia Records veröffentlicht.
Das fünfzig Jahre nach seinem Debütalbum Bob Dylan erschienene Album enthält zehn bis dahin unveröffentlichte Songs. Die Musikkritik lobte es fast einhellig. Der Rolling-Stone-Kritiker Will Hermes gab ihm fünf von fünf Sternen und nannte es „musikalisch vielfältig und voller Curveballs“. Es sei eines der düstersten Alben Dylans und lyrisch sei Dylan „at the top of his game“.
Wie die Vorgängeralben Modern Times oder Together Through Life war das Album auch finanziell ein Erfolg. Es belegte Platz 3 der amerikanischen Billboard 200, Platz 2 in Deutschland und Platz 1 in Österreich. Die Musikzeitschrift Rolling Stone setzte Tempest auf Platz 4 ihrer Liste der besten Alben des Jahres 2012, Uncut auf Platz 2. Ferner listete der Rolling Stone den Song Pay in Blood (Track 5 des Albums) auf Platz 9 der besten Song des Jahres 2012. Mojo führte das Album auf Platz 10 in seiner Jahresliste auf.

## Hintergrund
Den Eröffnungssong Duquesne Whistle (zugleich auch die Single zum Album) schrieb Dylan zusammen mit Robert Hunter, mit dem er bereits auf dem Vorgängeralbum Together Through Life eng zusammengearbeitet hatte. Die restlichen neun Songs schrieb Dylan alleine.
Als bekannt wurde, dass das Album den Titel Tempest (deutsch: Sturm) tragen sollte, wurden sofort Vergleiche zu The Tempest, dem letzten Werk von William Shakespeare, gezogen und es wurde spekuliert, ob es sich bei Tempest um Dylans letztes Werk handeln sollte. Dylan widersprach in einem Interview diesen Gerüchten, indem er darauf hinwies, dass The Tempest und Tempest zwei völlig unterschiedliche Titel seien. Der Albumtitel leitet sich nämlich von dem 14-minütigen neunten Stück des Werkes Tempest ab, das vom Untergang der Titanic handelt.
Für das Front Cover wurde eine Fotografie von Alexander Längauer verwendet. Sie zeigt einen Ausschnitt der Figur, die den Fluss Moldau im Pallas-Athene-Brunnen in Wien repräsentiert.

## Die Songs
Tempest ist ein thematisch sehr vielfältiges Album, auf dem sich Dylan wie bei früheren Werken wie Desire oder auch Modern Times wieder als Geschichtenerzähler präsentiert. So sind Tin Angel, Tempest, Scarlet Town und Roll On John Balladen, die den Text, die Lyrik in den Vordergrund stellen. Long and Wasted Years handelt von einer toten Ehe, während Pay in Blood ein garstiger Abgesang auf persönliche, aber auch politische Ziele ist. Early Roman Kings rezitiert in dem Blues-Riff Mannish Boy von Muddy Waters und zieht mit Ironie, Sarkasmus und Witz Vergleiche mit den altern Römern. Narrow Way ist ein böser Abgesang auf Feinde und womöglich auch Frauen. Er ist mit einem schnellen Riff gespielt und der temporeichste Song des Albums. Soon After Midnight ist ein mehrdeutiger Liebessong über eine Beziehung außergewöhnlicher Art.
Tin Angel erzählt die Geschichte eines Mannes, dessen Frau ihm untreu wird und mit Henry Lee, dem Chief of the Clan, durchbrennt. Der Mann, the Boss, wie er im Song genannt wird, begibt sich auf die ermüdende Suche und findet eher zufällig die beiden Liebhaber. Es kommt zu einem heftigen Wortgefecht, und schließlich wird der Boss von seinem Nebenbuhler erschossen, worauf die Frau erst ihren Liebhaber, dann sich selbst umbringt. Mit weniger Handlung, dafür umso mehr Symbolen und Metaphern wird Scarlet Town erzählt, eine Geschichte einer Stadt nahe dem Ende der Welt (In Scarlet town the end is near), was womöglich als Referenz an die politische Lage Amerikas gedacht war.
Tempest ist mit einer Laufzeit von 13:54 der zweitlängste Song, den Dylan je veröffentlicht hat (nur Highlands auf Time Out of Mind ist noch länger). Er handelt vom Untergang der Titanic; den Dylan anhand  des gleichnamigen Films von James Cameron schildert. So macht er aus der Unglücksnacht eine sternenklare Nacht mit Mondlicht und er lässt einen Zeichner namens Leo auftreten, was wohl eine Anspielung auf den Hauptdarsteller des Titanic-Films – Leonardo DiCaprio – sein soll.
Das Album endet mit Roll On John, einer siebenminütigen Hommage an John Lennon. Dylan erzählt das Leben seines ehemaligen Musikerkollegen von den Anfängen als Beatle bis zu seiner Ermordung 1980. Dabei verwendet er Metaphern und Symbole und zitiert einige Beatles-Liedzeilen.

## Titelliste
Alle Songs (außer dem markierten) wurden von Bob Dylan geschrieben.
1. Duquesne Whistle (Dylan, Robert Hunter) – 5:43
2. Soon after Midnight – 3:27
3. Narrow Way – 7:28
4. Long and Wasted Years – 3:46
5. Pay in Blood – 5:09
6. Scarlet Town – 7:17
7. Early Roman Kings – 5:16
8. Tin Angel – 9:05
9. Tempest – 13:54
10. Roll On John – 7:25

## Besetzung
- Bob Dylan – Gitarre, Piano, Gesang
- Tony Garnier – Bass
- George G. Receli – Schlagzeug
- Donnie Herron – Steel-Gitarre, Banjo, Violine, Mandoline
- Charlie Sexton – Gitarre
- Stu Kimball – Gitarre
- David Hidalgo – Gitarre, Akkordeon, Violine